# Placidochromis electra
Placidochromis electra е вид лъчеперка от семейство Цихлиди (Cichlidae).

## Разпространение
Видът е разпространен в Малави и Мозамбик.